# Herpetogramma omphalobasis
Herpetogramma omphalobasis es una especie de polilla del género Herpetogramma, categorizada en la tribu Herpetogrammatini, de la subfamilia Spilomelinae. Fue descrita por George Hampson en 1899.

## Distribución
Se distribuye por América del Sur: Venezuela, en el estado Carabobo.